# Smithson Tennant

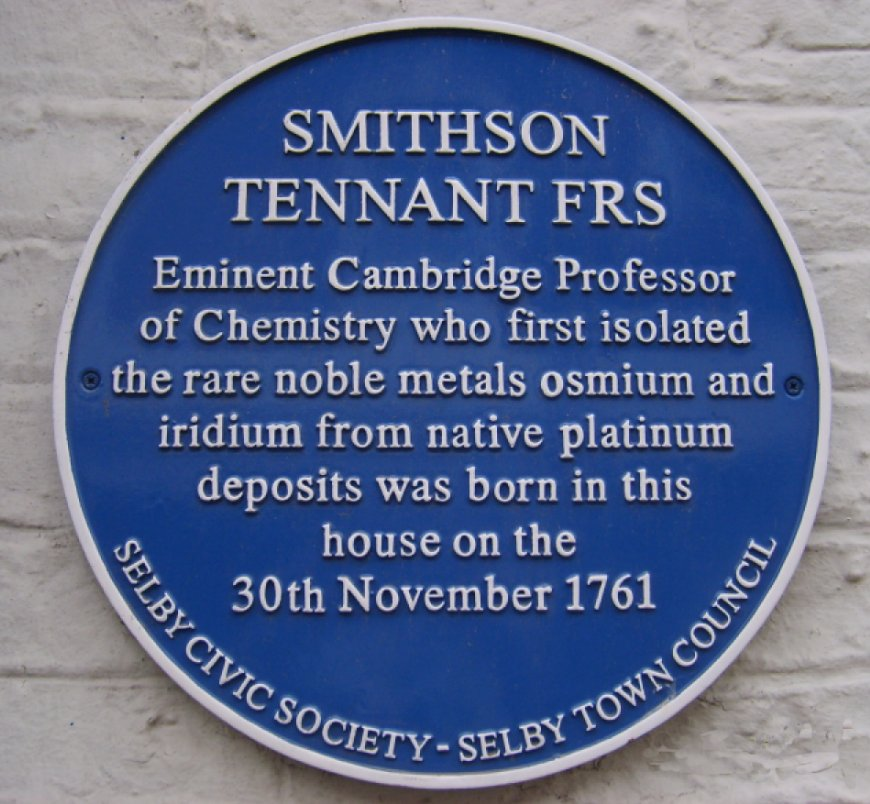
Plaquette voor Smithson Tennant in Finkle Street, Selby

Smithson Tennant (30 november 1761 - 22 februari 1815) was een Brits scheikundige. Tennant verkreeg bekendheid als ontdekker van de elementen iridium en osmium. Het mineraal tennantiet is naar hem vernoemd.

## Biografie
Tennant werd in 1761 geboren in Selby in het Engelse graafschap Yorkshire. Hij kreeg een opleiding op plaatselijke scholen en studeerde vanaf 1781 kort in Edinburgh, alvorens te verhuizen naar Cambridge. Aan de bekende universiteit in die stad studeerde hij in 1796 af in de medicijnen.
Korte tijd later kocht Tennant een landgoed nabij Cheddar, waar hij experimenten deed op het gebied van de landbouw. In 1803 isoleerde hij de elementen iridium en osmium in het residu dat overbleef na het oplossen van platinaerts in koningswater. Het daarop volgende jaar werd hem voor deze ontdekking de Copley Medal verleend, de wetenschapsprijs van de Royal Society, de Britse academie van wetenschappen.
In 1813 werd Tennant benoemd tot professor in de scheikunde aan de Universiteit van Cambridge. Hij doceerde er maar kort, doordat hij in 1815 om het leven kwam bij een ongeval in het Franse Boulogne-sur-Mer.